# Scopula spoliata
Scopula spoliata är en fjärilsart som beskrevs av Walker 1861. Scopula spoliata ingår i släktet Scopula och familjen mätare. Inga underarter finns listade.